# Pentekening

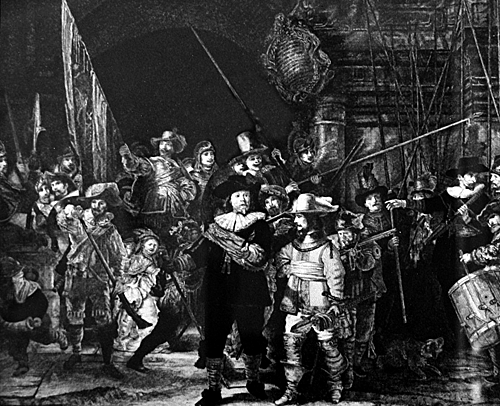
Nachtwacht omgezet in pen en inkt

Een pentekening is een tekening die vervaardigd wordt met pen en inkt.
Er zijn verschillende varianten.

## Geschiedenis
Het pentekenen bestaat al duizenden jaren. In de tijd van Egyptenaren, Grieken en Romeinen zijn oude geschriften gevonden waarin geschreven en getekend werd met riethalmen en later bronzen pennen, samen met zelfvervaardigde inkt.
Later werd pentekenen vooral gedaan door monniken. Zij gingen de pen en inkt gebruiken om met de hand geschreven boeken te illustreren.
Er werd gewerkt met, voor zover na te gaan, twee verschillende inktsoorten. De ene, gemaakt van ijzerzout en galnoten, werd in de loop der tijd bruin. 
De andere formule was koolstof (lampzwart) in een mengsel van Arabische gom en water. Nu wordt er veelal Oost-Indische of synthetische inkt gebruikt.
De techniek van het pentekenen werd vroeger gebruikt voor het optekenen van enkele lijnen om zo later de vorm of compositie te kunnen gebruiken in een schilderij of als aantekening of illustratie in een boek. In veel oude boeken komen deze pentekeningen voor.
Het pentekenen werd in vroegere tijden gezien als een middel om te schetsen, en kunstenaars als Leonardo da Vinci, Antoon van Dyck, Peter Paul Rubens en Rembrandt van Rijn maakten veel gebruik van deze techniek.
In de negentiende eeuw zijn de pentekeningen niet meer weg te denken uit boeken en tijdschriften, en zo veroverde deze techniek de gehele wereld.
Tegenwoordig is de techniek uitgebreid naar een volwaardige/volwassen kunstvorm en ook in de illustratiewereld wordt er veel gebruik van gemaakt. 
In rechtbanken (tot heden) wordt nog veelvuldig van pentekeningen gebruikgemaakt en moderne kunstenaars blijven het als een eenvoudig en goedkoop middel zien om beelden vast te leggen. Complete tekeningen worden gemaakt op grote vellen papier en er zijn pentekeningen bekend die een oppervlakte bestrijken van 80 bij 60 cm.

## Materiaal
- De pen bestaat uit een penhouder (van hout of kunststof) en een pennetje dat Quillpen heet. Deze zijn nog steeds te koop en een van de fabrieken staat in Engeland onder de naam Gillott.
- De inkt is Oost-Indische inkt of een synthetische inkt in diverse kleuren. Zo is het mogelijk een gekleurde pentekening te vervaardigen. Een nadeel is dat bij deze inktsoorten de kans bestaat dat verkleuring optreedt en de kleuren later niet meer zichtbaar zijn. Oost-Indische inkt is kleurecht en heeft dit nadeel niet, en zal altijd zijn hardheid behouden. Verder is de inkt nog onderverdeeld in watervaste en niet-watervaste inktsoorten. In de moderne tijd zijn er ook pennen verkrijgbaar met een ingebouwd inktreservoir en punten van verschillende dikte;  bekende merken daarin zijn Rotring en Pelikan. Deze pennen hebben echter als nadeel dat alleen lijnen in één dikte gezet kunnen worden. De oude Quillpen heeft het voordeel dat verschillende lijndiktes mogelijk zijn met een en hetzelfde pennetje.
- Het papier speelt bij pentekenen een belangrijke rol. Papiersoorten die zacht zijn, gaan vezels loslaten die vlekjes veroorzaken. Het papier moet hard zijn, wat dus sterker gelijmd inhoudt. Het betreft houtvrij radeervast tekenpapier; aangeraden wordt papier van ten minste 120 gram/m² te nemen. Dit papier is geschikt om haarfijne lijntjes te zetten. Aquarelpapier is ook mogelijk, maar heeft wel vezels; het is geschikt voor gewassen pentekeningen. Verschillende papiersoorten laten hun eigen stijl en techniek zien.

## Techniek
De techniek van het pentekenen is veelzijdig en daarom interessant om mee te werken.
Men onderscheidt wel vijf manieren van pentekenen. 
- De eerste (en oudste) manier is de lijntekening. Hierbij zijn contourlijnen geplaatst en worden enkele tussenlijnen toegevoegd om zo een object zichtbaar op het papier te verkrijgen. Deze techniek is de meest voorkomende bij kunstenaars, die het gebruiken als een schets of een eerste impressie.

- De tweede manier is die waarbij lijnen naast elkaar worden geplaatst (arceringen). Dit kan in verschillende richtingen gbeuren. Door de lijnen korte afstanden tussen elkaar te geven, wordt het witte vlak meer of minder opgevuld en kunnen schaduwplaatsen gecreëerd worden. De hele tekening wordt op deze manier gevuld met lijnen en zo ontstaat een tekening die erg gedetailleerd kan zijn. De lijnen kunnen ook nog variëren in rechte-, kromme- of onderbroken lijnen.

- De derde manier is het gebruikmaken van puntjes, het zgn. pointillisme. Deze vorm van pentekenen is zeer arbeidsintensief en niet direct aan te raden bij grote tekeningen met veel donkere vlakken. Wel is het de manier om bijna natuurgetrouw en foto-realistisch werk te maken. Het effect is nog sterker als vergroot wordt gewerkt.

- De vierde manier is de gewassen pentekeningen. Ze werd vroeger veel gehanteerd en bestaat uit het maken van een pentekening die daarna "ingewassen" wordt. Door lijnen op papier te zetten en te laten "vlekken" door ze met water te verdunnen. Door de inkt zelf te verdunnen met water ontstaan verschillende grijstonen.

- De vijfde manier van pentekenen is een lijnpentekening in combinatie met kleuren, die met een penseel en inkt of verf worden aangebracht. Dit werd gedaan om sneller een tekening op papier te krijgen en hierbij was de pen om de contouren te leggen en het penseel om de kleuren in te vullen. Bekend is deze techniek geworden in de grafische wereld en tekenfilms. Het is een vorm van pentekenen waarvan vóór het computertijdperk gretig gebruik werd gemaakt in de illustratie- en grafische wereld. Snel en volledig, kun je in een zeer korte tijd een illustratie maken.